# Gyeplabda az 1908. évi nyári olimpiai játékokon
Az 1908. évi nyári olimpiai játékokon a gyeplabda-tornát október 29. és október 31. között rendezték.

## Éremtáblázat
(A rendező ország csapata eltérő háttérszínnel, az egyes számoszlopok legmagasabb értéke, vagy értékei vastagítással kiemelve.)
| Az 1908. évi nyári olimpiai játékok éremtáblázata gyeplabdában | Az 1908. évi nyári olimpiai játékok éremtáblázata gyeplabdában | Az 1908. évi nyári olimpiai játékok éremtáblázata gyeplabdában | Az 1908. évi nyári olimpiai játékok éremtáblázata gyeplabdában | Az 1908. évi nyári olimpiai játékok éremtáblázata gyeplabdában | Olimpia  |
| -------------------------------------------------------------- | -------------------------------------------------------------- | -------------------------------------------------------------- | -------------------------------------------------------------- | -------------------------------------------------------------- | -------- |
|                                                                | Ország                                                         | Arany                                                          | Ezüst                                                          | Bronz                                                          | Összesen |
| 1.                                                             | Nagy-Britannia (GBR) (Anglia)                                  | 1                                                              | 0                                                              | 0                                                              | 1        |
| 2.                                                             | Írország (IRL)                                                 | 0                                                              | 1                                                              | 0                                                              | 1        |
| 3.                                                             | Nagy-Britannia (GBR) (Skócia)                                  | 0                                                              | 0                                                              | 1                                                              | 1        |
|                                                                | Nagy-Britannia (GBR) (Wales)                                   | 0                                                              | 0                                                              | 1                                                              | 1        |
|                                                                |                                                                |                                                                |                                                                |                                                                |          |
| Összesen                                                       | Összesen                                                       | 1                                                              | 1                                                              | 2                                                              | 4        |

## Érmesek
| Az 1908. évi nyári olimpiai játékok érmesei férfi gyeplabdában | Az 1908. évi nyári olimpiai játékok érmesei férfi gyeplabdában | Az 1908. évi nyári olimpiai játékok érmesei férfi gyeplabdában | Az 1908. évi nyári olimpiai játékok érmesei férfi gyeplabdában |
| --- | --- | --- | --- |
| Arany | Ezüst | Bronz | Bronz |
| Nagy-Britannia (GBR) · (Anglia) · Louis Baillon · Harry Freeman · Eric Green · Gerald Logan · Alan Noble · Edgar Page · Reggie Pridmore · Percy Rees · John Yate Robinson · Stanley Shoveller · Harvey Wood | Írország (IRL) · Edward Allman-Smith · Henry Brown · Walter Cambell · William Graham · Richard Gregg · Edward Holmes · Robert L. Kennedy · Henry Murphy · Jack Peterson · Walter Peterson · Charles Power · Frank Robinson | Nagy-Britannia (GBR) · (Skócia) · Alexander Burt · John Burt · Alastair Denniston · Charles Howard Foulkes · Hew Fraser · James Harper-Orr · Ivan Laing · Hugh Neilson · William Orchardson · Norman Stevenson · Hugh Walker | Nagy-Britannia (GBR) · (Wales) · Frederick Connah · Llewellyn Evans · Arthur Law · Richard Lyne · Wilfred Pallott · Frederick Phillips · Edward Richards · Charles Shephard · Bertrand Turnbull · Philip Turnbull · James Williams |

## Eredmények

### Negyeddöntők
| 1908. október 29. | Nagy-Britannia (GBR) (Skócia) | 4 – 0 | Németország (GER) |  |
| 1908. október 29. | (3 – 0)                       |       |                   |  |

| 1908. október 29. | Nagy-Britannia (GBR) (Anglia) | 10 – 1 | Franciaország (FRA) |  |
| 1908. október 29. | (4 – 0)                       |        |                     |  |

### Elődöntők
| 1908. október 30. | Nagy-Britannia (GBR) (Anglia) | 6 – 1 | Nagy-Britannia (GBR) (Skócia) |  |
| 1908. október 30. | (2 – 0)                       |       |                               |  |

| 1908. október 30. | Írország (IRL) | 3 – 1 | Nagy-Britannia (GBR) (Wales) |  |
| 1908. október 30. | (2 – 1)        |       |                              |  |

### Az 5. helyért
| 1908. október 30. | Németország (GER) | 1 – 0 | Franciaország (FRA) |  |
| 1908. október 30. | (1 – 0)           |       |                     |  |

### Döntő
| 1908. október 31. | Nagy-Britannia (GBR) (Anglia) | 8 – 1 | Írország (IRL) |  |
| 1908. október 31. | (3 – 0)                       |       |                |  |

| Az 1908. évi nyári olimpiai játékok férfi gyeplabdatornájának olimpiai bajnoka |
| · NAGY-BRITANNIA · 1. cím                                                      |
| ------------------------------------------------------------------------------ |

## Végeredmény
| Helyezés | Csapat                        | M | Gy | D | V | G+ | G– | Gk  | P |
| -------- | ----------------------------- | - | -- | - | - | -- | -- | --- | - |
| Arany    | Nagy-Britannia (GBR) (Anglia) | 3 | 3  | 0 | 0 | 24 | 3  | +21 | 6 |
| Ezüst    | Írország (IRL)                | 2 | 1  | 0 | 1 | 4  | 9  | –5  | 2 |
| Bronz    | Nagy-Britannia (GBR) (Skócia) | 2 | 1  | 0 | 1 | 5  | 6  | –1  | 2 |
| Bronz    | Nagy-Britannia (GBR) (Wales)  | 1 | 0  | 0 | 1 | 1  | 3  | –2  | 0 |
| 5.       | Németország (GER)             | 2 | 1  | 0 | 1 | 1  | 4  | –3  | 2 |
| 6.       | Franciaország (FRA)           | 2 | 0  | 0 | 2 | 1  | 11 | –10 | 0 |